# Lijst van acteurs en actrices in Malaika
Hieronder bevindt zich een lijst van vertolkers van personages uit de Nederlandse Soapserie Malaika.

## Vaste Personages

### D
| Acteur          | Personage  | Periode |
| --------------- | ---------- | ------- |
| Sjoerd Dragtsma | Sander     | 2013    |
| Melissa Drost   | Laura Smit | 2013    |

### E
| Acteur      | Personage      | Periode |
| ----------- | -------------- | ------- |
| Anke Engels | Ansje de Graaf | 2013    |

### F
| Acteur      | Personage    | Periode |
| ----------- | ------------ | ------- |
| Curt Fortin | Mike Cameron | 2013    |

### K
| Acteur          | Personage        | Periode |
| --------------- | ---------------- | ------- |
| Betje Koolhaas  | Hanneke Driessen | 2013    |
| Nina van Koppen | Zoë Keijzer      | 2013    |

### L
| Acteur    | Personage     | Periode |
| --------- | ------------- | ------- |
| Tim Linde | Robin de Wild | 2013    |

### M
| Acteur        | Personage      | Periode |
| ------------- | -------------- | ------- |
| Olaf Malmberg | Hidde Driessen | 2013    |

### O
| Acteur       | Personage       | Periode |
| ------------ | --------------- | ------- |
| Zahra Ouajil | Oemaima Mouradi | 2013    |

### S
| Acteur         | Personage       | Periode |
| -------------- | --------------- | ------- |
| Jasmine Sendar | Luciel Madredma | 2013    |
| Liza Sips      | Anna            | 2013    |
| Eva Smid       | Corien Brouwers | 2013    |

### T
| Acteur      | Personage   | Periode |
| ----------- | ----------- | ------- |
| Gamze Tazim | Esra Yildiz | 2013    |

### W
| Acteur           | Personage     | Periode |
| ---------------- | ------------- | ------- |
| Juvat Westendorp | Bas Schippers | 2013    |

## Bij- en Gastrollen

### A
| Acteur              | Personage         | Periode |
| ------------------- | ----------------- | ------- |
| Cor van Akelijen    | Tjerk Waardenberg | 2013    |
| Marlies van Alcmaer | Rita Mutsaer      | 2013    |

### B
| Acteur           | Personage      | Periode |
| ---------------- | -------------- | ------- |
| Arthur Boni      | Henk Zoet      | 2013    |
| Orlando do Brito | Samuel Cameron | 2013    |

### C
| Acteur      | Personage | Periode |
| ----------- | --------- | ------- |
| Kees Coolen | Albert    | 2013    |

### D
| Acteur           | Personage        | Periode |
| ---------------- | ---------------- | ------- |
| Hilbert Dijkstra | Maarten Hofman   | 2013    |
| Diana Dobbelman  | Jette de Vries   | 2013    |
| Edo Douma        | Dhr. Post        | 2013    |
| Wim Duijzers     | Wilbert van Elst | 2013    |

### E
| Acteur | Personage | Periode |
| ------ | --------- | ------- |

### F
| Acteur       | Personage       | Periode |
| ------------ | --------------- | ------- |
| Joss Flühr   | Jannie de Groot | 2013    |
| Nelly Frijda | Mevrouw Liekens | 2013    |

### G
| Acteur         | Personage | Periode |
| -------------- | --------- | ------- |
| Arthur Geesing | Kees      | 2013    |

### H
| Acteur                | Personage               | Periode |
| --------------------- | ----------------------- | ------- |
| Dorien Haan           | Maria Ballot †          | 2013    |
| Mattijn Hartemink     | Filip Ballot            | 2013    |
| Saskia van der Heiden | Claire Mutsaer          | 2013    |
| Brûni Heinke          | Mevrouw Bruins          | 2013    |
| Ilse Heus             | dochter Bert ter Woerdt | 2013    |
| Wim van der Heyden    | Boudewijn Oostlander    | 2013    |
| Anke van 't Hof       | Mans Donkers            | 2013    |
| Ellie Hoogendijk      | Frieda Bierens          | 2013    |
| Neil van der Hulst    | Ricky Bunsveld          | 2013    |

### I
| Acteur | Personage | Periode |
| ------ | --------- | ------- |

### J
| Acteur | Personage | Periode |
| ------ | --------- | ------- |

### K
| Acteur           | Personage            | Periode |
| ---------------- | -------------------- | ------- |
| Hans Karsenbarg  | Daniël Fentener      | 2013    |
| Michiel Kerbosch | Werner Geurts        | 2013    |
| Adriënne Kleiweg | Juliëtte Hoogendoorn | 2013    |
| Jordy Klijn      | Bobby                | 2013    |

### L
| Acteur          | Personage      | Periode |
| --------------- | -------------- | ------- |
| Pim Lambeau     | Josephine Mouw | 2013    |
| Arent-Jan Linde | Steve          | 2013    |

### M
| Acteur          | Personage       | Periode |
| --------------- | --------------- | ------- |
| Jaap Maarleveld | Dhr. de Hond    | 2013    |
| Annette Maas    | Sylvia Bunsveld | 2013    |
| Jack Monkau     | Dhr. Bloem      | 2013    |
| Hero Muller     | Bert ter Woerdt | 2013    |

### N
| Acteur       | Personage     | Periode |
| ------------ | ------------- | ------- |
| Tijn Naus    | Tim Ballot    | 2013    |
| Lia Nederhof | Hilde Wouters | 2013    |

### O
| Acteur          | Personage      | Periode |
| --------------- | -------------- | ------- |
| Lowie van Oers  | Karel de Vries | 2013    |
| Sophie van Oers | Mara           | 2013    |
| Niels Oosthoek  | Joerie Dekkers | 2013    |

### P
| Acteur            | Personage | Periode |
| ----------------- | --------- | ------- |
| Esther Pierweijer | Marloes   | 2013    |

### Q
| Acteur | Personage | Periode |
| ------ | --------- | ------- |

### R
| Acteur             | Personage       | Periode |
| ------------------ | --------------- | ------- |
| Leendert de Ridder | Martijn Donkers | 2013    |

### S
| Acteur           | Personage      | Periode |
| ---------------- | -------------- | ------- |
| Elsje Scherjon   | Mevrouw Hofman | 2013    |
| Java Siegertsz   | Lotte Driessen | 2013    |
| Redmar Siegertsz | Alex Driessen  | 2013    |
| Tess Siegertsz   | Sophie         | 2013    |
| Nienke Sikkema   | Mevrouw Post   | 2013    |

### T
| Acteur          | Personage     | Periode |
| --------------- | ------------- | ------- |
| Dimme Treurniet | Henk Bunsveld | 2013    |

### U
| Acteur                    | Personage      | Periode |
| ------------------------- | -------------- | ------- |
| Ingeborg Uyt den Boogaard | Suus Verspronk | 2013    |

### V
| Acteur          | Personage     | Periode |
| --------------- | ------------- | ------- |
| Ineke Veenhoven | Liesbeth Kats | 2013    |

### W
| Acteur               | Personage       | Periode |
| -------------------- | --------------- | ------- |
| Anne Wallis de Vries | Esmee van Buren | 2013    |
| Lars de Weerd        | Ties            | 2013    |
| Bob Wind             | Rick            | 2013    |

### X
| Acteur | Personage | Periode |
| ------ | --------- | ------- |

### Y
| Acteur       | Personage | Periode |
| ------------ | --------- | ------- |
| Nilgün Yerli | Leyla     | 2013    |

### Z
| Acteur | Personage | Periode |
| ------ | --------- | ------- |